# Nowa Huta
Nowa Huta ( ['nɔva 'xuta], česky Nová Huť) je část Krakova, postavená v letech 1949–1951, původně projektovaná jako samostatné město. Od roku 1951 administrativně spadá pod Krakov. Žije zde asi 220 000 obyvatel, na rozloze 110,7 km².
V roce 1990 byla rozdělena na pět samosprávných městských částí:
- Městská část XIV Czyżyny
- Městská část XV Mistrzejowice
- Městská část XVI Bieńczyce
- Městská část XVII Wzgórza Krzesławickie
- Městská část XVIII Nowa Huta.

Nejvýznamnějším průmyslovým podnikem Nowe Huty je metalurgický závod ArcelorMittal Poland S.A., v letech 1990-2004 známý pod názvem huť Tadeusze Sendzimira a v letech 1954-1990 jako huť Vladimíra Iljiče Lenina.

## Historie
Historická oblast současně Nowe Hute je jednou z mála míst v Polsku trvale osídlených od mladší doby kamenné. Archeologické výzkumy objevily velké keltské osídlení a osídlení západních Slovanů. V 8. století byla v sousedství navršena kmenem Vislanů mohyla. Podle legend je Vandina mohyla hrobkou Vandy, dcery Kraka, mytického zakladatele Krakova. Ve 13. století bylo ve vesnici Mogiła postaveno cisterciácké opatství.
V 19. století a na začátku 20. století během rozděleného Polska a až do 1. světové války tvořilo okolí Nowe Hute hranici mezi územím ovládaným Rakouskem-Uherskem a Ruskou říší. Člověk by zde tehdy našel starou rakousko-uherskou pevnost, stejně jako jedno z nejstarších trvalých letišť (letiště Krakov-Rakowicze-Czyżyny, dnes domov Polského leteckého musea).
Po skončení 2. světové války v roce 1945 se polská socialistická vláda setkala se značným odporem k novému režimu ze strany krakovských středních vrstev. Referendum konané úřady bylo lidmi z Krakova poraženo, což byla hlavní příčina rozpaků vlády. K „napravení třídní nerovnováhy“ úřady zahájily stavbu satelitního průmyslového města, aby přitáhly lidi s nižším sociálním původem do regionu, jako byli rolníci a dělníci.
Nowa Huta byla vytvořena roku 1949 jako nezávislé město nedaleko Krakova na území, které od obcí Mogiła, Pleszów a Krzesławice převzala socialistická vláda. Bylo zde plánováno kolosální centrum těžkého průmyslu. Město bylo zvažováno tak, že se stane ideálním městem pro socialistickou propagandu a bude osídleno primárně pracujícími v průmyslu. V roce 1951 se stalo město součástí Krakova jako jeho nový obvod a v následujícím roce byla v plném proudu stavba pouliční dráhy. Dne 1. ledna 1951 rada ministrů vydala rozhodnutí rozpouštějící obec Mogiłu. Díky tomu bylo několik vesnic původně náležejících k této obci začleněno do krakovského obvodu: Branice, Chałupki, Chałupki Górne, Holendry, Kopanina, Kujawy, Mogiła, Piekiełko, Pleszów, Ruszcza, Stryjów a Wola Rusiecka. 
Dne 22. června 1954 byly otevřeny železárny Vladimíra Iliče Lenina a za méně než 20 let se staly největšími železárnami v Polsku. V 60. letech 20. století se město rychle rozšiřovalo. Monumentální architektura Centrálního náměstí byla obklopena kolosálními činžovními domy. V 70. letech 20. století dosáhla produkce oceli sedmi milionů tun ročně. Ve stejné době zde byla otevřena největší tabáková továrna v Polsku, stejně jako obří cementárna. 
Důvody pro umístění takového průmyslového města nedaleko Krakova byly primárně ideologické, protože potřebné uhlí bylo dováženo ze Slezska a potřebná železná ruda byla dovážena ze Sovětského svazu, zatímco co výrobky byly dodávány do jiných částí Polska kvůli tomu, že místní poptávka po oceli byla relativně malá. Tyto nevýhody se staly viditelnými v 80. letech 20. století. Když ekonomická krise zastavila růst města. Nicméně ve skutečnosti není primární rozhodnutí pro výběr tohoto místa zřejmé: Krakov byl centrem vzdělávání s ustavenými školami inženýrství a odděleními pro vědecký výzkum, které poskytovaly nutné odborné znalosti spolu s kvalifikovanými zaměstnanci. Přítomnost dobrého železničního spojení pro dovoz surovin a blízkost řeky dodávající vodu, také hrály roli. Místo bylo dostatečně vyvýšeno, aby se vyhnulo povodním a historické vesnice, které město nahradily, byly relativně malé. Díky výše uvedeným skutečnostem se investice rychle vyplatila. 
Ve shodě s tehdejší politikou státního ateismu, chyběl v původním návrhu Nowe Hute jeden významný druh stavby, římskokatolický kostel. Nicméně veřejná kampaň za jeho výstavbu trvala několik let. Již v roce 1952 obyvatelé Nowe Hute začali žádat o souhlas se stavbou kostela. V roce 1960 vypukly násilné pouliční demonstrace se střety s policií stran dřevěného kříže, který byl vztyčen bez povolení. Místní byli podporováni tehdejším pomocným biskupem Karolem Wojtylou, budoucím papežem Janem Pavlem II., který začal sloužit venkovní vánoční půlnoční mše v roce 1959 bez ohledu na počasí, a pokaždé nechal nahradit kříž, který byl odstraněn. V roce 1967 bylo schváleno povolení ku výstavbě požadovaného kostela a kostel Archa Páně se stavěl v letech 1969 až 1977. Byl vysvěcen Wojtylou v květnu 1977. Wojtyla sám po svém nástupu na papežský stolec, zamýšlel navštívit Nowou Hut během své první papežské cesty v roce 1979, ale nebylo mu to dovoleno.
Dne 1. ledna 1973 bylo rozhodnutím rady ministrů několik obcí z tehdejšího Krakovského vojvodství včleněno do města Krakova. Vesnice, které byly přidané k Nowe Huti, byly: Błonie, Cło, Górka Kościelnicka, Kościelniki, Nowa Wieś, Przylasek Rusiecki, Przylasek Wyciąski, Wolica a Wyciąże. Během 80. let 20. století se Nowa Huta stala místem mnoha demonstrací a násilných protestů hnutí Solidarity, vybojovaných s policií. V té době téměř 29 tisíc za 38 tisíc pracovníků Leninových železáren příslušelo k odborům hnutí Solidarita.